# 観察 永遠に君を見つめて
『観察 永遠に君を見つめて』（かんさつ えいえんにきみをみつめて）は、2007年公開の日本映画作品である。横井健司監督作品。第1回田辺・弁慶映画祭映検審査員賞受賞。

## ストーリー
茂樹（小沢和義）は少年の頃、自分の部屋から見えた弥生（緒川たまき）に一目ぼれした。以来、望遠鏡を使い弥生のことを見続ける。一方、弥生も茂樹に見られている事を意識し始める。「見続けた」男と「見せ続けた」女の40年間に及ぶ純愛ストーリー。

## キャスト
- 名取弥生：緒川たまき
- 三上茂樹：小沢和義
- 美津野幸雄（知世の父、医師）：光石研
- 椎名美咲（ガソリンスタンドの店員）：江口のりこ
- 三上峰太郎（茂樹の父）：小倉一郎
- 三上牧子（茂樹の母）：河合美智子
- 名取誠一（弥生の父）：平田満
- 美津野知世（幸雄の娘）：岡本奈月
- 名取静香：石堂夏央
- 西木五郎：山本剛史
- 皆本保（眼科医）：大西武志
- 南田啓太：山本浩司
- 橋本元：松田賢二
- 羽生田順（知世と同じゼミ）：小林且弥
- 三上茂樹（少年時代の茂樹）：鈴木亮介
- 名取弥生（少女時代の弥生）：新井みやび
- 富田義男（ガソリンスタンドの店長）：遠藤憲一
- 坂本若菜（カメラマン）：鈴木砂羽
- 浅井正（出版社編集長）：小沢仁志

## スタッフ
- 監督：横井健司
- 製作：永森知世・島俊雄
- プロデューサー：南雅史
- 原案：永森裕二
- 脚本：永森裕二・横井健司
- 撮影監督：下元哲
- 照明：高田宝重
- 録音：西岡正巳
- 美術：松塚隆史
- 音楽：遠藤浩二
- 効果：丹雄二
- 助監督：多胡由章
- 衣装：宮田弘子
- メイク：清水ちえこ
- 制作担当：板井茂樹